# Klein Lüben

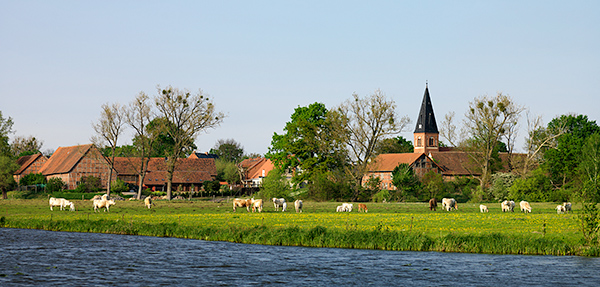
Blick über die Karthane auf Klein Lüben

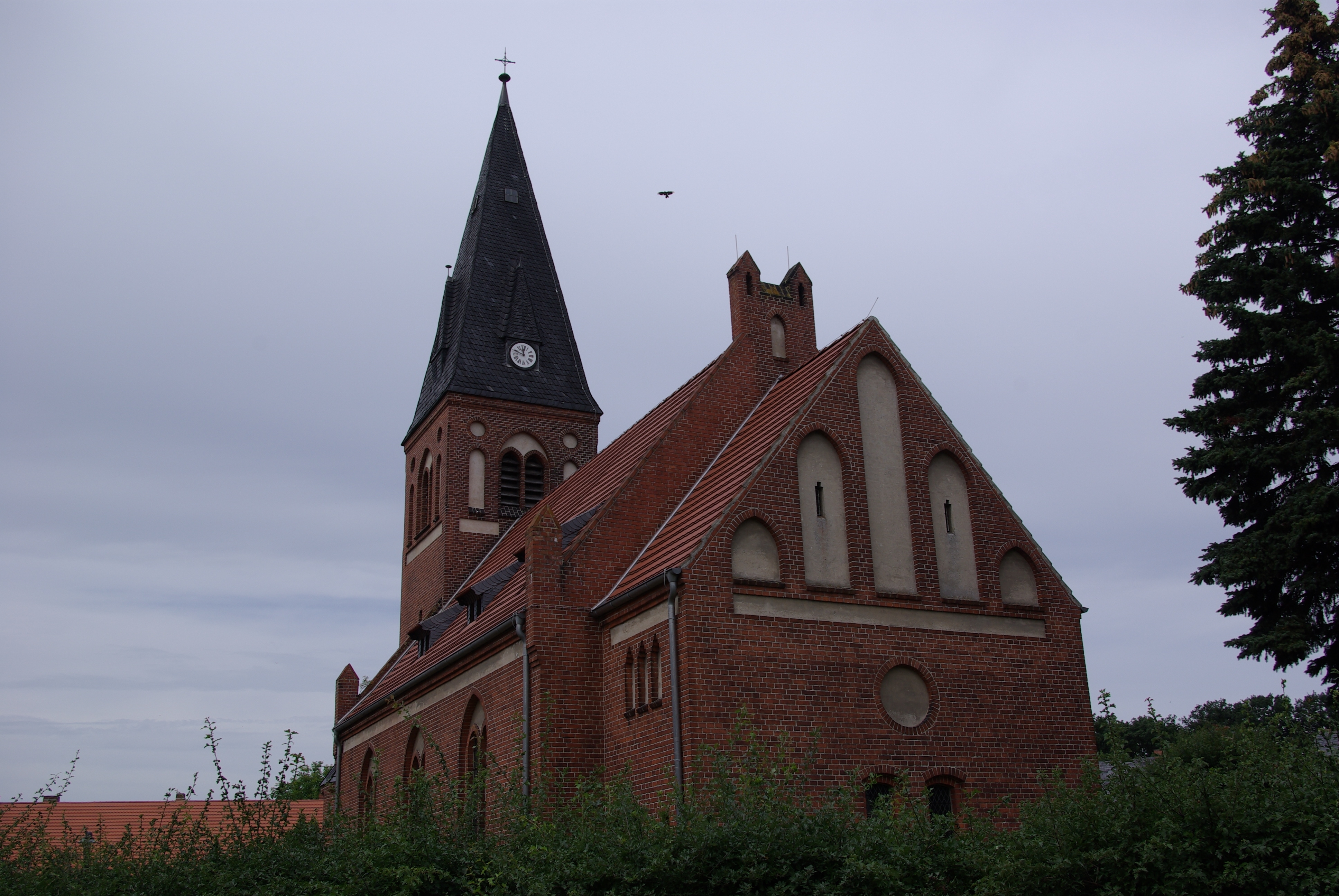
Dorfkirche

Klein Lüben ist ein Ortsteil der Stadt Bad Wilsnack im Landkreis Prignitz im Nordwesten Brandenburgs. Im Ort leben etwa 170 Einwohner. Zu Klein Lüben gehört der Wohnplatz Scharleuk.
Klein Lüben ist ein Rundlingsdorf mit Backsteinhäusern in der Westprignitz. Die Geschichte von Klein Lüben lässt sich über mehrere hundert Jahre zurückverfolgen. Nach einem Großbrand im Jahre 1872 wurde es in der heutigen Form mit Backsteinhäusern wieder auf dem alten Platz errichtet. Zuvor waren alle Häuser als Fachwerkbauten errichtet.

## Geografie
Klein Lüben liegt auf einem Sporn der Talsanddüne, der sich in die Elb-Karthane-Niederung vorschiebt. Die Karthane umfließt Klein Lüben in einem größeren Bogen. Die Gegend um Klein Lüben ist Teil des Biosphärenreservats Flusslandschaft Elbe-Brandenburg.

## Geschichte
Die erste urkundliche Erwähnung stammt aus dem Jahr 1415 als „Lutke Luben“. Die Bedeutung des Ortsnamens kommt aus dem Slawischen und steht für „lieb“, „wert“. Damals gehörte Klein Lüben zum Herrschaftshaus derer von Möllendorf zu Lutke Luben. Von etwa 1440 bis 1472 regierten die von Königsmark zu Lutke Luben, die es dann an den Bischof von Havelberg abgaben, der es weiter verlieh. Ab 1490 gehörte es zur Herrschaft Plattenburg und kam dann zum Gut Bad Wilsnack.
Vor 575 Jahren stand ein Schloss im Runddorf. Im Jahre 1686 war der Besitzer Mathias Friderich von Saldern. Im Jahre 1550 zählte man acht Hüfner und acht Kossäten. Der Dreißigjährige Krieg brachte Klein Lüben, wie vielen weiteren Orten der Prignitz, große Verwüstungen, die im Kirchenbuch festgehalten sind.
Ein bemerkenswertes Datum ist ebenfalls in einem alten Kirchenbuch erwähnt: „Am 23. Juni 1758 sind viele Gartenbohnen, Hirse und Cartüffel verfroren.“ Bemerkenswert ist der Eintrag deshalb, weil der Kartoffelbau in dieser Zeit in der Prignitz noch nicht vermutet wurde.
Der Ort war in der Vergangenheit oft von Überschwemmungen der Elbe und Karthane betroffen, jedoch sind Häuser und Stallungen auf Warften gelegen, so dass das Hochwasser selten bis zu ihnen vordrang. Ein Zitat aus einem Kirchbuch weist auf die vielen Überschwemmungen hin, die Klein Lüben bis zur Inbetriebnahme des Pumpwerkes Garsedow immer wieder heimsuchten: „Im Jahre 1837 vom 6. bis 8. April fiel bei starkem Frost soviel Schnee, dass derselbe 2 bis 3 Fuß hoch lag (1 Fuß = 31,38 cm), worauf Ausgang Mai ein großes Wasser kam, so dass alle Wiesen und Weiden überschwemmt wurden und sich das Vieh nur sehr spärlich ernähren konnte“.
1902 wurde die Chaussee nach Gnevsdorf gebaut. Der Bau der Kirche erfolgte 1904. Im Inneren der Kirche befindet sich ein sehenswerter Altar und als Besonderheit ein schwebender Taufengel.

### Zeittafel
- 1415 – Erwähnung des Schlosses zu Lutke Luben, vermutliche Lage Räuberwälle an der Karthane
- 1576 – 8 Hüfner und 8 Kossäten
- 1686 – 1 Meierei auf Ritteracker Övelgönne, 1 Pfarrhof, 10 Halbhüfner einschließlich Schulze, 12 Kossäten, 1 Kätner ohne Acker, 1 Kuhhirt, 1 Schweinehirt, 1 Schäfer, 1 Küster, 1 Krüger
- 1860 – 74 Wohnhäuser, 51 Wirtschaftsgebäude, 1 Getreidemühle
- 1872 – Zerstörung Klein Lübens durch einen von zwei Jungen auf der Scheune von F. Dreger verursachten Brand
- 1900 – 293 Einwohner, 113 Pferde, 351 Rinder, Gemeindevorsteher: W. Nickel
- 1902 – Bau der Chaussee nach Gnevsdorf
- 1904 – Die Klein Lübener Kirche wird eingeweiht. Der barocke Altar und die Kanzel stammen aus Groß Lüben. Gotische Figuren zieren den Altarschrein und das Taufbecken
- 1946 – Bei der Bodenreform wurden 114,67 ha Land neu verteilt
- 1959 – und 1960 Gründung der beiden Landwirtschaftliche Produktionsgenossenschaften (LPG)
- 1982 – Einweihung des Sport- und Freizeitzentrums nach mehrjähriger Bauzeit durch die Klein Lübener Bürger
- 1989 – Einweihung des Feuerwehrhauses der Freiwilligen Feuerwehr Klein Lüben

## Sehenswürdigkeiten
Sehenswürdigkeiten sind die denkmalgeschützte Dorfkirche Klein Lüben und die Landschaft im Karthanetal.